# Dangerous Game
Dangerous Game (también conocida como Snake Eyes y Juego peligroso en los países de habla hispana) es una película dramática de 1993 dirigida por Abel Ferrara, escrita por Nicholas St. John y protagonizada por Madonna, Harvey Keitel y James Russo.

## Argumento
Utilizando un formato de película dentro de una película, la trama general involucra al director Eddie Israel, radicado en la ciudad de Nueva York, dirigiendo a los actores Sarah Jennings y Frank Burns en un drama de crisis matrimonial de Hollywood, Mother of Mirrors, que trata sobre un ex rico pero desempleado marido que reprende a su nueva esposa religiosa por lo que él considera su aversión hipócrita a su estilo de vida de sexo y drogas. Durante el rodaje de esa película, Israel se vuelve cada vez más exigente con sus actores, obsesionándose cada vez más con encontrar las feas verdades debajo de la superficie de la historia. Mientras tanto, su propio descuido y mal comportamiento con su propia familia comienza a erosionarlo y a corroer su matrimonio con Madlyn.

## Reparto
- Harvey Keitel como Eddie Israel
- Madonna como Sarah Jennings
- James Russo como Francis "Frank" Burns
- Nancy Ferrara como Madlyn Israel.[nota 1]
- Reilly Murphy como Tommy
- Victor Argo como Director de fotografía
- Leonard L. Thomas como Prop guy
- Randy Sabusawa como Producer
- Christina Fulton como Blonde
- Glenn Plummer como Frank's buddy
- Richard Belzer (cameo)
- Annie McEnroe (cameo)
- Sammy Jack Pressman (cameo)

## Producción
La película tuvo como título original The Last Pimp, pero luego fue cambiado por Snake Eyes para el territorio europeo.
Esta fue la primera producción de Maverick Picture Company, una división de la recién formada compañía de entretenimiento Maverick. Freddy DeMann, mánager de Madonna, aparece como productor.

### Lanzamiento
Dangerous Game fue estranada en el Festival de Cine de Venecia. Posteriormente se estrenó en los cines estadounidenses el 19 de noviembre de 1993. En 2007, recordó Ferrara,

Madonna killed it. The first impression people get on a movie is the one that never gets out of their mind. So after Madonna got mixed reviews for doing Body of Evidence, she thought she was going to surprise the critics  and badmouth the film. And she actually got good reviews. She never got a good review from the Voice or The New York Times in her life, but she got good reviews for this movie, which she came out and trashed. I'll never forgive her for it.
Madonna lo hizo genial. La primera impresión que la gente tiene de una película es la que nunca se olvida. Entonces, después de que Madonna recibió críticas mixtas por hacer Body of Evidence, pensó que iba a sorprender a los críticos y hablar mal de la película. Y de hecho obtuvo buenas críticas. Nunca recibió una buena crítica del Voice o del New York Times en su vida, pero sí de esta película, que publicó y destrozó. Nunca la perdonaré por eso.

En Japón, la película se estrenó con el nombre Body II como secuela de la otra película de Madonna de 1993, Body of Evidence, que anteriormente se había estrenado como Body. Ninguna película está directamente conectada entre sí en la narrativa ni en la trama. El lanzamiento en vídeo de la película fue prohibido en Irlanda, probablemente debido a una escena de violación violenta. Los distribuidores cinematográficos (Abbey Films) nunca la presentaron para su estreno en los cines irlandeses. La decisión fue apelada por PolyGram Filmed Entertainment: la visualización tuvo lugar el 23 de noviembre, donde se confirmó la prohibición.

### Recepción de la crítica
La película recibió críticas mixtas. El sitio web agregador de reseñas Rotten Tomatoes informa que el 31% de 16 reseñas fueron positivas, con una calificación promedio de 4,09/10.
Tanto The New York Times como Los Angeles Times elogiaron Dangerous Game, y Janet Maslin del primero felicitó tanto a Keitel como a Madonna por su interpretación, y admiró la calidad "cruda y corrosiva" de la película: "Filmada en un estilo granulado y urgente con ocasionales caídas en video, tiene una furia que va mucho más allá de la historia que nos ocupa, y un nivel de energía que trasciende la autocomplacencia de la historia. Este cineasta duro y abrasivo rara vez carece de su lado mortalmente serio. 'Dangerous Game' es una película rabiosa y dolorosa, y el dolor se siente real". Kevin Thomas, de Los Angeles Times, la encontró "convincente y explosiva" y dijo: "Es una película de lenguaje, pasión y rabia sin límites, pero se aleja del género, más un drama de cámara que acción". Película en la que la violencia es más psíquica que física." Llamó a Keitel "la estrella ideal de Ferrara, su control, sus emociones volcánicas y su infinita capacidad de expresividad y revelación coinciden con esas mismas cualidades del propio Ferrara". Madonna, dijo, "revela la vulnerabilidad así como la fuerza tanto de la actriz como del personaje que interpreta".
En una crítica mixta, Peter Travers de Rolling Stone calificó a Keitel de "excelente" y a la película como "un rompecabezas fascinante",pero descubrió que "la interpretación de Madonna de una crisis emocional aparece con ojos de serpiente... y Dangerous Games de Ferrara deja de valer la pena jugarlo". Sin embargo, Owen Gleiberman, dándole una calificación de C en Entertainment Weekly, la llamó "un fracaso impulsado por el ego, una de esas aventuras medio improvisadas y engreídas sobre un director que hace una película que resulta ser exactamente igual a la anterior qu estás viendo (¿o es al revés?)", pero admitió que "Madonna no es vergonzosa; le resta importancia al exhibicionismo de la diosa de cera". 
Bob Ross, de The Tampa Tribune, la incluyó en su lista de las peores películas de 1994 y escribió que la película era una "charla festiva tristemente autoindulgente" y la describió como "una tontería sórdida y pretenciosa".

### Taquilla
La película tuvo un presupuiesto de 10 millones de dólares; recaudó 1 261 210 de dólares de forma global, de los cuales 23,671 dólares fueron de la taquilla estadounidense.

## Listas de fin de año
- Mención deshonrosa – Glenn Lovell, San José Mercury News[10]